# 89264 Sewanee
89264 Sewanee è un asteroide della fascia principale. Scoperto nel 2001, presenta un'orbita caratterizzata da un semiasse maggiore pari a 2,3619422 UA e da un'eccentricità di 0,1380597, inclinata di 11,63726° rispetto all'eclittica.
L'asteroide è dedicato all'omonima università del Tennessee.